# Selenops siboney
Selenops siboney là một loài nhện trong họ Selenopidae.
Loài này thuộc chi Selenops. Selenops siboney được G. G. Alayón miêu tả năm 2005.